# Nikon Coolpix 5000
Le Nikon Coolpix 5000 est un appareil photographique numérique de type compact fabriqué par Nikon de la série Nikon Coolpix, commercialisé en décembre 2001. 

## Description
Le 5000 est un appareil de dimensions : 10,2 × 8,2 × 6,8 cm.

Son boîtier de forme ergonomique lui assure une bonne prise. Il possède une définition de 5,0 mégapixels et est équipé d'un zoom optique de 3×.

Sa portée minimum de la mise au point est de 50 cm mais ramenée à 2 cm en mode macro.

L’ajustement de l'exposition est automatique et permet également un mode manuel avec un ajustement dans une fourchette de ±2.0 par paliers de 0,33 EV.

La balance des blancs se fait de manière automatique, mais également semi-manuelle avec des options pré-réglées (ensoleillé, lumière incandescent, tubes fluorescents, nuageux, flash).

La fonction "BSS" sélectionne, parmi une séquence de dix prises de vues successives, l'image la mieux exposée et l'enregistre automatiquement.

Son flash incorporé a une portée effective de 10 m et dispose de la fonction atténuation des yeux rouges et l'appareil possède une griffe porte-flash pour flash supplémentaire.

Son mode Rafale permet de prendre 2 images par seconde.
Nikon a arrêté sa commercialisation en 2006.

## Caractéristiques
- Capteur CCD taille 2/3 pouce - définition : 5,24 millions de pixels, effective : 5,0 millions de pixels
- Zoom optique : 3x, numérique : 4×
  - Distance focale équivalence 35 mm : 28-85 mm
  - Ouverture maximale de l'objectif : F/2,8-F/4,8
- Vitesse d'obturation : 8 à 1/4000 seconde
- Sensibilité : ISO 100 - 200 - 400 et 800
- Stockage : CompactFlash types I et II - pas de mémoire interne
- Définition image maxi : 2560×1920 au format JPEG et TIFF
- Autres définitions : 2560×1700, 1600×1200, 1280×960, 1024×768 et 640×480
- Définitions vidéo : 320×240 à 15 images par seconde au format QuickTime
- Connectique : USB, audio-vidéo composite
- Écran LCD rotatif de 1,8 pouce - matrice active TFT de 110 000 pixels
- Batterie propriétaire rechargeable Lithium-ion type EN-EL1
- Poids : 360 g sans accessoires (batteries-mémoire externe)
- Finition : noir.